# Mördeg

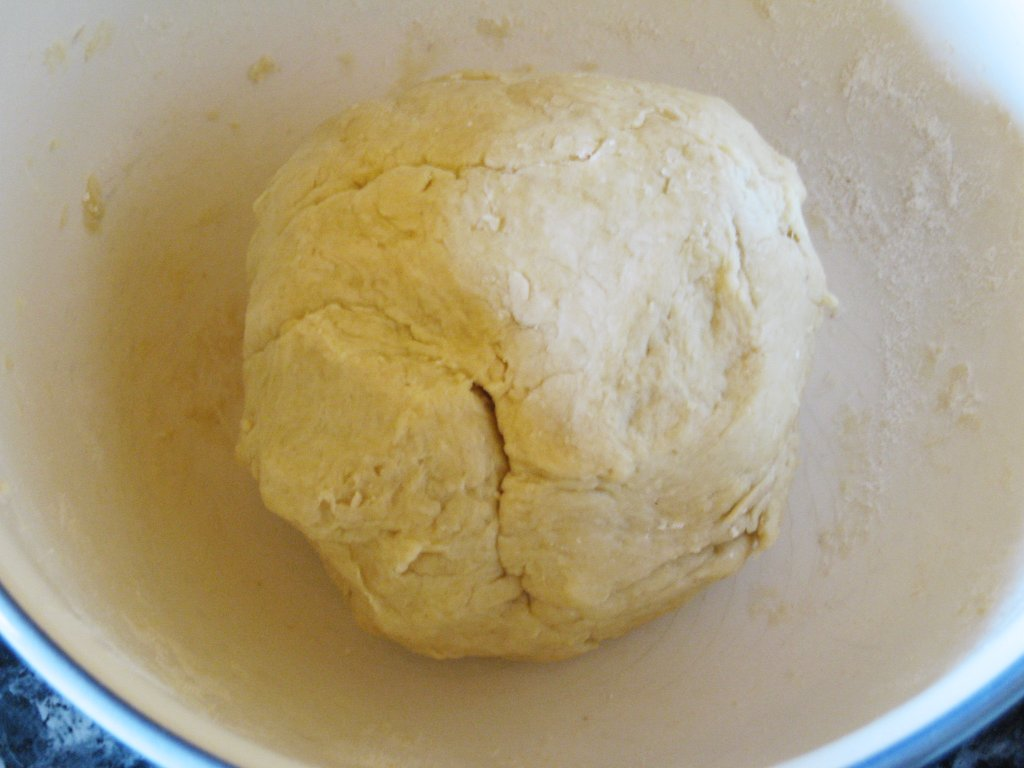
Mördeg i en bunke.

Mördeg är en grunddeg som används till småkakor och desserter. En mördeg görs av smör, vetemjöl och socker. Mängden socker kan variera beroende på ändamål, mer till småkakor och mindre till paj. Ibland inkluderas också ett ägg, en äggula eller vatten. 
Mördeg är en kort och kompakt deg som varken ska eller kan jäsa. Det är viktigt att inte bearbeta en mördeg för länge, det smälter smöret och ger sämre resultat efter gräddning. Av samma orsak är det bra med riktigt kylskåpskallt smör, kallt vatten och att bearbeta degen snarare med kniv eller hushållsassisent än händerna. Degen mår också bra av att vila i kylskåpet innan den ska bakas ut.
Det färdiga bakverket, småkakorna eller pajen, har ofta en ganska smulig konsistens. Degen kan smaksättas på en mängd olika sätt. Framför allt till småkakor är det vanligt att använda smakgivare som kakao, vaniljsocker, kanel, kardemumma, ingefära, kaffe, florsocker, nötter eller mandel. Med större mängder nötter eller mandel ändrar degen karaktär och det färdiga bakverket blir mindre smuligt och mer segt.
Kakor av mördeg kallas sandbakelser, mandelformar, crusenstolpar, skarpskyttar, trekantiga hattar, tarteletter, galetter, äss, mörspritsar, mörblad, muskotbröd med mera. De olika namnen antyder olika behandling och olika fyllning.
Ordet "mördeg" är belagt i svenska språket sedan cirka 1710.